# Brak tożsamości rodzajowych
Brak tożsamości rodzajowych (ang. lack/absence of gender identities) – rzeczywista lub teoretyczna cecha kulturowa, właściwa jednostkom lub społecznościom, które nie wytworzyły, nie otrzymały albo zrezygnowały z identyfikacji rodzajowych – tożsamości opartych na rozróżnieniu płci biologicznych: męskiej i żeńskiej. Zjawisko to związane jest zwykle z niezaistnieniem lub odrzuceniem zwyczaju kształtowania i postrzegania rzeczywistości społeczno-kulturowej przez pryzmat kategorii „kobiecości” i „męskości”. Zostało ono ujęte m.in. w teorii queer i w różnych odmianach postgenderyzmu. Traktowane jest jako postawa opcjonalna wobec cis-genderyzmu, transpłciowości, androgynii oraz rodzajów trzeciej płci i pozostałych określeń genderowych. Jednocześnie, ze względu na występowanie braku poczucia przynależności do jakiejkolwiek płci/rodzaju, zjawisko to ma charakter alternatywny, znajduje się w opozycji do wszelkich tożsamości genderowych, w których obecne jest owo poczucie.
Wśród osób deklarujących tę postawę znajdują się przedstawiciele płci biologicznie żeńskiej, męskiej, jak i transseksualiści oraz osoby interpłciowe. Od listopada 2013 r. w Niemczech zaniechano kategoryzacji genderowej w przypadku narodzin dzieci interpłciowych. Oznacza to stworzenie realnej możliwości nieokreślenia się poprzez pojęcia „męskości” i „kobiecości” oraz prawne uznanie osoby o statusie „genderless” (tj. „bez rodzaju”), nieokreślonej płciowo.

## Wyjaśnienie pojęcia
Istotę pojęcia „braku tożsamości rodzajowych”, stanowi termin „gender”, zastosowany w obrębie nauk społecznych. Tłumaczy się go jako „rodzaj” i odnosi do „płciowości” kształtowanej czynnikami społecznymi, kulturowymi i psychologicznymi w oparciu o rozróżnienie płci biologicznych. Podstawowe kategorie rodzajowe bazujące na ludzkiej płciowości to „kobiecość” i „męskość”. Opisując sposoby ich społecznych realizacji, naukowcy różnych dziedzin posłużyli się terminem „gender” jako zbiorczą kategorią badawczą, odnoszącą się do obu tych rodzajów „płciowości”.

## Tożsamość płciowa a kategoryzacja rodzajowa
Proces nabywania tożsamości płciowej zostaje zapoczątkowany przypisaniem ciału jednego z dwóch pojęć identyfikacji płci biologicznej – kategorii „płci męskiej” lub „płci żeńskiej”. Pojawienie się skłonności dziecka do zaklasyfikowania (identyfikowania) siebie oraz innych jako przynależących do jednej z płci przyjmuje się za podstawę osiągnięcie tożsamości rodzajowej. W trakcie wychowania, osoby o określonej płci poddane są praktyce przyswajania sobie przyzwolonych i spodziewanych wyznaczników kulturowych, które w danej społeczności dla płci męskiej oznaczone są jako „chłopięce”, „męskie”, a dla płci żeńskiej – „dziewczęce”, „kobiece”. W postrzeganiu świata poprzez pryzmat rodzajów następuje dwu-podział ludzi, ich cech, zachowań oraz innych elementów rzeczywistości. Obie tożsamości rodzajowe, wraz z wypełniającymi je treściami, wytworzone są zatem poprzez akt kategoryzacji. Stąd też brak tożsamości rodzajowej, będący chociażby skutkiem jej zakwestionowania, wiąże się z percepcją odrzucającą kategoryzowanie poprzez pojęcia „męskość” oraz „kobiecość”.

## Tradycyjne postrzeganie płci
W powszechnej świadomości nie istnieje możliwość egzystowania jako osoba poza-rodzajowa, androgyniczna czy chociażby trzeciej płci. W społecznościach cywilizacji zachodniej zwyczajową normą jest tylko bycie kobietą lub mężczyzną. Na podstawie określonych narządów reprodukcyjnych kształtowane są osoby o męskiej lub kobiecej tożsamości genderowej. Proces ten oparty jest na założeniu, że z odróżnionymi strukturami płci biologicznych, a także funkcjami ich przedstawicieli w procesie rozrodu, związane jest ukształtowanie się dwóch odrębnych typów psychiki, objawiających się wykazywaniem odmiennych (zwykle przeciwstawianych sobie) cech charakteru, skłonności, predyspozycji umysłowych przekładających się na zachowania, wybory i preferencje. Przekonanie to koresponduje z podejściem esencjalistycznym, według którego w danej płci biologicznej zawarte są cechy psychiczne „kobiecej” lub „męskiej natury”.
Tożsamości nienormatywne, reprezentowane m.in. przez osoby opisywane jako niebinarne, ‘queer’ czy nieokreślające się w kategorii płci, nie wpasowując się w naturalistyczną praktykę nadawania identyfikacji rodzajowej, napotykają na nieprzychylność społeczeństwa.

## Bezrodzajowość. Geneza zjawiska
W efekcie zestawienia charakterystyk poszczególnych społeczności zaobserwowano brak jakichkolwiek typowych i niezmiennych cech kulturowych przejawianych jedynie przez przedstawicieli jednej z płci. „Męskość” i „kobiecość” ukazały się jako zjawiska pokrywające się, nachodzące na siebie lub wymienne w swych elementach składowych. Wykazano zatem nieprawdziwość przekonania, że stanowią one wrodzoną istotę natury ludzkiej którejkolwiek z płci biologicznych. Refleksja nad owymi rodzajami „płciowości” doprowadziła do uznania ich za wytwory wyobrażeniowe, fałszywe i fikcyjne konstrukty oraz iluzje tożsamościowe, skutkiem czego wskazuje się na porzucenie tych kategorii. Wnioski te znajdują odbicie w przypadkach braku poczucia owych esencji rodzajowych u konkretnych społeczności lub jednostek. Uwidaczniają one, iż w fakcie istnienia płci biologicznych nie ma autentycznego uzasadnienia dla dwoistego podziału ludzi w wymiarze psychiki (i jej cech), zachowań oraz rozmaitych elementów kultury.

## Terminologia
Ujęcie tego zjawiska odbywa się poprzez szereg pojęć, zazwyczaj synonimicznych względem siebie, takich jak: genderless (bezrodzajowe), agender (nierodzajowe), gender neutral (rodzajowo neutralne), genderfree (wolne od rodzaju), ungendered, non-gendered (nie urodzajowione), postgender (po-rodzajowe). Terminy te odnoszą się w swojej konstrukcji do braku potrzeby samookreślania się i postrzegania otoczenia poprzez kategorie identyfikacji gender’owej. W świetle ich logiki i etymologii, próby klasyfikowania bez-rodzajowości (np. agender) jako jednego z typów identyfikacji płciowych jawią się jako bezpodstawne.
W publicystyce polskojęzycznej, opisującej tę cechę kulturową, zastosowane pojęcia i wyrażenia (nieodnoszące się do biologicznego wymiaru płci) to m.in.: apłciowość, niebinarność płciowa, brak płci, neutralność płciowa, bezpłciowość, postpłciowość, nieidentyfikowanie płciowe, płciowa nieokreśloność, niestypizowanie płciowe.
Postawa ta jest także umieszczana w obrębie zbiorczych kategorii-parasoli, takich jak:
- gender-queer (rodzajowo-dziwne, odmienne[72])
- non-binary – czyli niebinarność, nieokreślanie swojej identyfikacji i ekspresji płciowej poprzez jeden z rodzajów, jaki przypisywany jest tradycyjnie którejś z opcji biegunowej kobieta-mężczyzna[67][73];
- trans*[74] – w sensie „poza” (ang. „beyond” (gender categories)[75][76][77][78][79]), czyli funkcjonowanie w tożsamości „poza kategoriami rodzajowymi”[80][81][82].

Tożsamość nie-rodzajową deklarują czasami osoby typu neutrois, w przypadku których dopełnieniu niebinarności towarzyszy chęć usunięcia cielesnych oznak jakiejkolwiek płci biologicznej poprzez zabiegi chirurgiczne.

## Bezrodzajowość w teorii queer
Jednym z fundamentów powstania teorii queer było odejście od esencjalistycznego pojmowania tożsamości seksualnych. Zostało ono wyparte przez model konstrukcjonistyczny, oparty na założeniu, że płeć i seksualność konstytuowane są przez czynniki społeczno-kulturowe. Zauważono także, iż ustalenie hetero-normy wzmacniane jest naznaczeniem „odmiennością” i przez wykluczenie zachowań niemieszczących się w uznanych społecznie ramach. Stąd też wysunięto postulat porzucenia wszelkich kategorii odnoszących się do tożsamości płciowych, seksualnych identyfikacji i orientacji. Poprzez ten zabieg usunięte zostają podziały wyznaczające akceptację lub jej brak, a ich miejsce zajmuje akcentowanie płynności, różnorodności, złożoności, wielości aspektów dotyczących identyfikacji i płciowości.
Według teorii queer – świat zdominowany jest przez kulturę wytwarzającą krępujące naturę ludzką tożsamości płciowe. Mają one sztucznie stabilizować to, co pierwotnie płynne. Jako rzekomo jednoznaczne identyfikacje zostają nam one narzucone jeszcze przed uzyskaniem samoświadomości, ograniczając czy blokując naszą naturalną wolność do własnych odczuć i preferencji, zróżnicowanych pragnień i związanych z nimi działań, możliwych stylizacji ciała, potencjalnych losów życia, nieskończonej wielości wytwarzanych znaczeń. Teza tej teorii głosi, że złudne i nieuprawnione ontologicznie kategorie genderowe nie przyczyniają się do lepszego zrozumienia i otwarcia się na odmienność płciową i seksualną.
Dlatego perspektywa queer podejmuje wyzwanie zdekonstruowania genderowego podziału rzeczywistości i tożsamości, które bezrefleksyjnie przyjmujemy za swoje własne. Autorzy teorii sugerują, że dzielenie ludzi ze względu na ich tożsamość płciową nie ma nic wspólnego z naturalną tożsamością, tworzy jedynie puste i wypaczone kategorie płciowe.
Queer postuluje zatem zakwestionowanie pseudooczywistych granic opartych na kategoriach genderu, orientacji seksualnej oraz hetero-norm określających ich porządek. Stymuluje do myślenia pozbawionego zwyczajowymi, uwarunkowanymi kulturowo założeniami na temat płci i tożsamości. Sugeruje także porzucenie przypisywania jednostkom ról, raz na zawsze definiujących osobę co do jej kulturowych wzorów zachowań dotyczących powyższych kategorii. Idąc dalej, teoria ta proponuje odrzucenie jakichkolwiek płci (i ich podziału), nie tylko pierwotnie normatywnego dualizmu męsko-żeńskiego, lecz wszystkich, jako sztucznych konstruktów kulturowych.
Teoria queer stwierdza, że koncepcja płci kulturowej w ogóle nie jest konieczna. Każdy ma prawo do godnego życia bez określania tej części swojej natury i jeśli nie ma w człowieku takiej potrzeby, nie powinien on mieć obowiązku, ani przymusu wyboru pomiędzy płciami czy jakiegokolwiek zdefiniowania siebie ze względu na płeć. Perspektywa queer rezygnuje zatem ze stosowania jednoznacznych i zamkniętych kategorii tożsamościowych wskazując na ich niestabilny i wykluczający charakter. W poszukiwaniu sposobów egzystencji, które umożliwią wymknięcie się ujarzmiającym nakazom płciowości, sugeruje wykroczenie poza płciowy binaryzm i kreowanie płynnej identyfikacji postpłciowej. Oferuje ona przestrzeń, w której swoje miejsce znajdzie każdy, z dowolnym zestawem cech, preferencji, czy zachowań, gdzie uwolnienie się od wszelakich kategorii płciowych stworzy możliwość do pełni bycia sobą.

## Porzucenie rodzajowości a androgynia
Terminem nawiązującym do zjawiska braku tożsamości rodzajowej bywa androgynia. Posługują się nią niektóre próby samookreślania się jednostki poza stereotypem opartym na posiadanej płci biologicznej. Połączenie „męskości” i „kobiecości”, czyli sięgnięcie po cechy psychiczno-kulturowe tradycyjnie przypisywane owym poszczególnym rodzajom, spowoduje stanie się istotą ponadpłciową, człowiekiem w doskonałej pełni. W efekcie tego ulegnie przełamaniu przekonanie o zakorzenieniu w płci biologicznej charakteru jednostki oraz zaniknie konieczność podtrzymywania odrębnych tożsamości rodzajowych, gdyż każde indywiduum stanie się w jakimś stopniu męsko-kobiece. Zróżnicowanie jednostek wynikać będzie z indywidualnego doboru atrybutów psychiczno-kulturowych obu płciowości. W zależności od koncepcji – w kształtowaniu osobowości androgynicznej zaleca się czynienie starań o równoważne i harmonijne współistnienie elementów „męskich” i „kobiecych”, lub przyswajanie ich według różnych, dowolnych proporcji. Źródłem cech i zachowań pozostają – istniejące w danej kulturze – schematy rodzajowe, oparte na interpretowaniu płci biologicznej jako zjawiska dwoistego, spolaryzowanego. Swoboda kształtowania siebie jest ograniczona, gdyż wciąż wymuszone jest oglądanie się na stereotypy odnoszące się od identyfikacji płciowych i konieczność łączenia w sobie cech obu rodzajów. W efekcie tego zapewnione jest utrwalenie wrażenia o „męskości” i „kobiecości” jako dwóch obiektywnych, materialnych i niezależnych substancji, a także jako etykiet do naznaczania elementów rzeczywistości.
Natomiast w zjawisku nieokreślania tożsamości przez kategorie identyfikacji płciowej, w trakcie kształtowania w sobie zachowań i cech osobowości można korzystać w sposób nieograniczony z puli potencjału ludzkich możliwości ekspresji i nie zabiega się o przypisanie im rodzaju (gender’u) czy utrzymanie między nimi jakichkolwiek proporcji.
Niektóre publikacje, a także osoby nieurodzajowione w swym samookreśleniu, zdecydowanie przeciwstawiają i odróżniają identyfikację agenderową od tożsamości androgynicznej. Bywa iż ta druga proponowana jest jako impuls, etap przejściowy od człowieka czy społeczeństwa urodzajowionego (gendered) do nie-urodzajawiającego (non-gendering).
Sandra L. Bem, początkowo – propagatorka androgynii, postulowała ją jako koncepcję rzucającą wyzwanie kategoriom rodzajowym. Miała ona kwestionować sensowność opierania się na podziale płci biologicznej i wykształcania u ludzi osobowości męskich lub kobiecych. Negowała także wyodrębnienie owych dwóch rodzajów, traktowanie ich jako oddzielnych elementów ludzkiego „ja” i jako dwojakich standardów zdrowia psychicznego. Bem podkreślała, iż w rzeczywistości ludzie stają się więźniami rodzajów i kategoryzowania świata poprzez ich pryzmat. Natomiast przesłaniem androgynii miało być to, by standardy zdrowia psychicznego nie miały nic wspólnego z rodzajem. Każda osoba powinna mieć swobodę doboru zachowań i ról, i nie kształtować oraz nie określać zarówno ich, jak i siebie i swoich cech – poprzez dopasowywanie się do pryzmatu stereotypów i definicji męskości i kobiecości wytworzonych w zwyczajach i praktykach kulturowych. Androgynia, w rozumieniu Bem, nie nakazuje by każdy doszukiwał się w sobie zarówno kobiecości i męskości, gdyż sam ten podział nie powinien być stosowany ani w wymiarze kulturowym, ani psychologicznym, a funkcjonowanie jednostki należy uwolnić od urodzajowiania.

### Paradoksy androgynii
Ostatecznie Bem oraz inni autorzy poddali krytyce stosowanie terminu androgynii dla potrzeb neutralizacji rodzajów. Dostrzegli oni, iż w posłużeniu się androgynią dla urzeczywistnienia przekraczającej podział płciowy pełni człowieczeństwa, wpisane są pewne sprzeczności i wypaczenia. Jednym z nich jest próba stworzenia rodzajowo niespolaryzowanej osobowości ludzkiej poprzez koncepcję, która jedynie zespala, a tym samym utrwala ujmowanie ludzkiej płciowości rozumianej jako istnienie dwóch niezależnych i odmiennych bytów, zarówno w wymiarze fizycznym, jak i psychicznym. Zabieg ten odzwierciedlał powszechne postrzeganie płci poprzez dwu-rodzajowy esencjalizm. Jego obecność w koncepcji i samej konstrukcji terminu „androgynia”, powoduje rozbieżność i niekonsekwencję pomiędzy wizją androgynii jako tworu proponującego usunięcie kulturowych rodzajów męskości i kobiecości, a samym pojęciem, którego człony (andro – element męski, gyne – element kobiecy) nadają tym kategoriom status samoistnych faktów. Przy akcentowaniu potrzeby posiadania zarazem pierwiastków kobiecości i męskości, co sugeruje ich substancjalne istnienie, zaznacza się jednocześnie, iż w rzeczywistości są one jedynie schematami, fikcjami skonstruowanymi kulturowo, stereotypami dotyczącymi płci, niekorespondującymi z potencjałem osobowościowym każdej jednostki. W rezultacie tego paradoksu – realizacja androgynii, jako sposobu na wyzwolenie się od rodzajów, usunie nie tylko pojęcie „męskości” i „kobiecości”, ale także i „androgynii”, pozostawiając rzeczywistość społeczną wolną od kategoryzacji poprzez pryzmaty rodzajowe.